# Safura Alizadeh
Safura Alizadeh (aserbajdsjansk Səfurə Əlizadə, født 20. september 1992) er en aserbajdsjansk sanger og saxofonspiller.
Hun repræsenterede Aserbajdsjan ved Eurovision Song Contest 2010 i Oslo med sangen "Drip Drop", der inden finalen var udråbt som en af de helt store favoritter. Den levede ikke helt op til denne spådom, idet den endte på en femteplads.